# Maurici (revolucionari)
Maurici (en llatí Mauricius) va ser el jove romà que va dirigir la revolta a Àfrica contra la tirania de l'emperador Maximí I l'any 238, i el que va proposar elevar al tron al vell Gordià I i al seu fill Gordià II, prestigiosos a la comunitat. El menciona Juli Capitolí a la Història Augusta.